# Världsmästerskapen i skidorientering 2017
Världsmästerskapen i skidorientering 2017 anordnades i Krasnojarsk, Ryssland mellan den 7 och 12 mars 2017. Detta var de 22:a världsmästerskapen och det var andra gången som Krasnojarsk stod som värd för arrangemanget; första gången var år 2000. Tävlingarna arrangerades av Internationella orienteringsförbundet (IOF). Sverige blev den mest framgångsrika nationen med 5 guld och 2 silver. Den mest framgångsrika åkaren blev Tove Alexandersson med 3 guld.

## Program
Alla tider är lokala (UTC +7).
| Datum               | Tid        | Gren                                                      |
| ------------------- | ---------- | --------------------------------------------------------- |
| Tisdag 7 mars 2017  | 15:00      | Mixstafett sprint                                         |
| Onsdag 8 mars 2017  | 14:3015:35 | Sprint damer (3 100 m)Sprint herrar (3 400 m)             |
| Torsdag 9 mars 2017 | 15:00      | Medeldistans damer (7 300 m)                              |
| Fredag 10 mars 2017 | 14:30      | Medeldistans herrar (8 200 m)                             |
| Lördag 11 mars 2017 | 14:0015:45 | Långdistans damer (masstart)Långdistans herrar (masstart) |
| Söndag 12 mars 2017 | 14:0015:55 | Stafett damer (masstart)Stafett herrar (masstart)         |

## Medaljöversikt

### Damer
| Disciplin    | Guld                                                       | Silver                                             | Brons                                                   |
| Sprint       | Tove Alexandersson Sverige                                 | Polina Frolova Ryssland                            | Salla Koskela Finland                                   |
| Medeldistans | Tove Alexandersson Sverige                                 | Polina Frolova Ryssland                            | Salla Koskela Finland                                   |
| Långdistans  | Marija Ketjkina Ryssland                                   | Alena Trapeznikova Ryssland                        | Polina Frolova Ryssland                                 |
| Stafett      | Ryssland Alena Trapeznikova Polina Frolova Marija Ketjkina | Finland Mirka Suutari Marjut Turunen Salla Koskela | Tjeckien Petra Hančová Kristýna Kolínová Hana Hančíková |

### Herrar
| Disciplin    | Guld                                                   | Silver                                             | Brons                                                       |
| Sprint       | Ulrik Nordberg Sverige                                 | Andrej Lamov Ryssland                              | Sergej Gorlanov Ryssland                                    |
| Medeldistans | Stanimir Belomazjev Bulgarien                          | Erik Rost Sverige                                  | Lars Moholdt Norge                                          |
| Långdistans  | Erik Rost Sverige                                      | Kirill Veselov Ryssland                            | Lars Moholdt Norge                                          |
| Stafett      | Ryssland Andrej Grigorijev Kirill Veselov Andrej Lamov | Sverige Martin Hammarberg Ulrik Nordberg Erik Rost | Finland Tero Linnainmaa Jyri Uusitalo Ville-Petteri Saarela |

### Mixstafett
| Disciplin         | Guld                                 | Silver                               | Brons                                       |
| Mixstafett sprint | Sverige Tove Alexandersson Erik Rost | Ryssland Polina Frolova Andrej Lamov | Finland Salla Koskela Ville-Petteri Saarela |

## Medaljliga
| Antal medaljer efter land | Antal medaljer efter land | Antal medaljer efter land | Antal medaljer efter land | Antal medaljer efter land | Antal medaljer efter land |
| Placering                 | Land                      | Guld                      | Silver                    | Brons                     | Summa                     |
| ------------------------- | ------------------------- | ------------------------- | ------------------------- | ------------------------- | ------------------------- |
|                           | Sverige                   | 5                         | 2                         | -                         | 7                         |
|                           | Ryssland                  | 3                         | 6                         | 2                         | 11                        |
|                           | Bulgarien                 | 1                         | -                         | -                         | 1                         |
| 4.                        | Finland                   | -                         | 1                         | 4                         | 5                         |
| 5.                        | Norge                     | -                         | -                         | 2                         | 2                         |
| 6.                        | Tjeckien                  | -                         | -                         | 1                         | 1                         |